# Retrómero

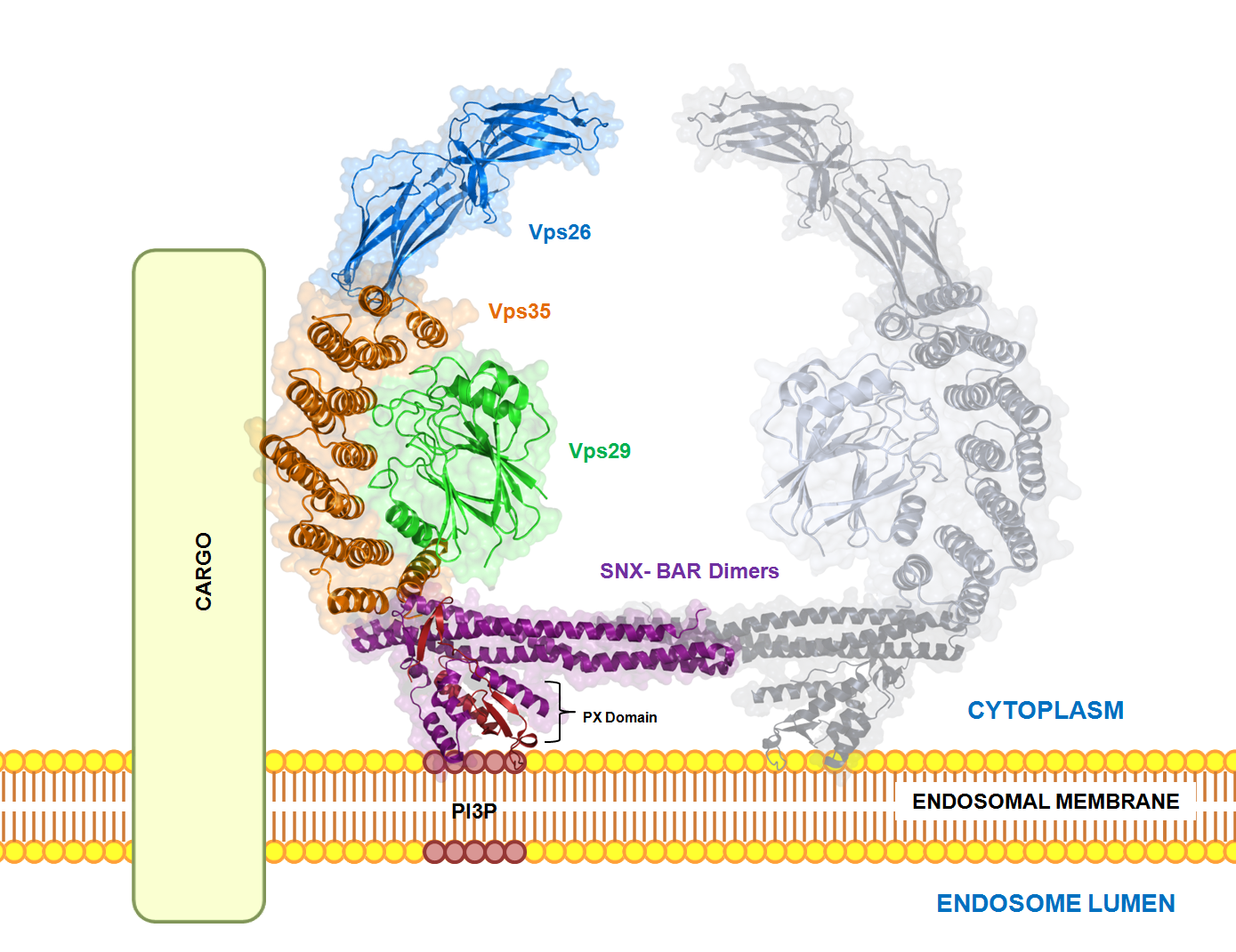
Complexo proteico retrómero

O retrómero é um complexo proteico que é importante para a reciclagem dos receptores transmembranares dos endossomas para a rede trans-Golgi.

## Características
O retrómero é um complexo heteropentamérico que nos humanos é composto por um dímero menos definido de nexina seleccionador associado à membrana (SNX1, SNX2, SNX5, SNX6), e uma proteína vacuolar de triagem (Vps) que contém Vps26, Vps29, Vps35. Apesar de o dímero SNX ser necessário para o recrutamento do retrómero na membrana endossómica, a função de união do carregamento deste complexo depende do trímero central através da união da subunidade Vps35 a várias moléculas do carregamento, como o M6PR, wntless e a sortilina. Os primeiros estudos sobre a selecção de hidrolases ácidas como a carboxipeptidase Y (CPY) em mutantes de Saccharomyces cerevisiae levaram à identificação do retrómero como mediador do tráfico retrógrado do receptor pró-CPY (Vps10) a partir dos endossomas até à rede trans-Golgi.

## Estrutura
O complexo retrómero está muito conservado: encontraram-se homólogos no nematoda C. elegans, o rato e os humanos.  O complexo retrómero consta de 5 proteínas em leveduras: Vps35p, Vps26p, Vps29p, Vps17p e Vps5p. O retrómero de mamíferos consta de Vps26, Vps29, Vps35, SNX1 e SNX2, e possivelmente SNX5 e SNX6. Acredita-se que actue em dois subcomplexos: (1) complexo de reconhecimento do carregamento, que consta de Vps35, Vps29 e Vps26 (trímero Vps), e (2) dímeros SNX-BAR, que constam de SNX1 ou SNX2 e SNX5 ou SNX6, que facilitam a remodelação da membrana endossómica e da sua curvatura, o que tem como resultado a formação de túbulos ou vesículas, que transportam as moléculas do carregamento para a rede trans-Golgi.

## Função
O complexo retrómero media a recuperação de vários receptores transmembranares, como o receptor de manose-6-fosfato independente de catiões, que é o receptor funcional de mamíferos correspondente ao Vps10, e o receptor de Wnt Wntless. O retrómero é necessário para a reciclagem de Kex2p e DPAP-A, que em leveduras também passam ciclicamente do trans-Golgi para o compartimento prevacuolar (equivalente em leveduras para o endossoma). Estes complexo também é necessário para a reciclagem do receptor da superfície celular CED-1, que é necessário para a fagocitose de células apoptóticas.
O retrómero desempenha um papel central na recuperação de várias proteínas de caregamento desde o endossoma até à rede trans-Golgi. Porém, está claro que há outros complexos e proteínas que actuam neste processo de recuperação. Por enquanto não está claro se outros componentes que foram identificados na via de recuperação actuam com o retrómero na mesma via ou intervêm em vias alternativas. Estudos recentes implicam os defeitos na selecção de moléculas pelo retrómero na doença de Alzheimer  e na doença de Parkinson.
O retrómero também parece exercer um papel na replicação do vírus da hepatite C.

## Tráfico retrógrado mediado pelo retrómero
A associação do complexo Vps35-Vps29-Vps26 aos domínios citosólicos das moléculas de carregamento em membranas endossómicas inicia a activação do tráfico retrógrado e a captura do caregamento. O complexo de nucleação forma-se pela interacção do complexo VPS com Rab7 activado por GTP, com clatrina, adaptadores da clatrina e várias proteínas de união.
O dímero SNX-BAR entra no complexo de nucleação por união directa ou movimento lateral na superfície do endossoma. O aumento do nível dos SNX-BAR do retrómero causa uma mudança conformacional de modo a que induza curvatura na membrana, o que inicia a formação de túbulos de membrana. Uma vez que os transportadores do carregamento estão maduros, catalízase a excisão do transportador pela dinamina-II ou a EHD1, junto com as forças mecânicas geradas pela polimerização da actina e a actividade motora.
O transportador do carregamento é conduzido para a rede trans-Golgi por proteínas motoras como a dineína. O amarre do transportador do carregamento ao compartimento receptor originará a eliminação da coberta do transportador, o qual é impulsionado pela hidrólise do ATP e a hidrólise de Rab7-GTP. Uma vez liberados do transportador, o complexo Vps35-Vps29-Vps26 e os dímeros SNX-BAR são reciclados de volta para as membranas endossómicas.

## 32em
1. ↑  Burd C, Cullen PJ (fevereiro de 2014). «Retromer: a master conductor of endosome sorting». Cold Spring Harbor Perspectives in Biology. 6 (2): a016774. PMC 3941235. PMID 24492709. doi:10.1101/cshperspect.a016774
2. ↑  Seaman MN (fevereiro de 2005). «Recycle your receptors with retromer». Trends in Cell Biology. 15 (2): 68–75. PMID 15695093. doi:10.1016/j.tcb.2004.12.004
3. ↑  Pfeffer SR (fevereiro de 2001). «Membrane transport: retromer to the rescue». Current Biology. 11 (3): R109–11. PMID 11231171. doi:10.1016/S0960-9822(01)00042-2
4. ↑  Seaman MN (abril de 2004). «Cargo-selective endosomal sorting for retrieval to the Golgi requires retromer». The Journal of Cell Biology. 165 (1): 111–22. PMC 2172078. PMID 15078902. doi:10.1083/jcb.200312034
5. ↑  Arighi CN, Hartnell LM, Aguilar RC, Haft CR, Bonifacino JS (abril de 2004). «Role of the mammalian retromer in sorting of the cation-independent mannose 6-phosphate receptor». The Journal of Cell Biology. 165 (1): 123–33. PMC 2172094. PMID 15078903. doi:10.1083/jcb.200312055
6. ↑  Belenkaya TY, Wu Y, Tang X, Zhou B, Cheng L, Sharma YV, Yan D, Selva EM, Lin X (janeiro de 2008). «The retromer complex influences Wnt secretion by recycling wntless from endosomes to the trans-Golgi network». Developmental Cell. 14 (1): 120–31. PMID 18160348. doi:10.1016/j.devcel.2007.12.003
7. ↑  Canuel M, Korkidakis A, Konnyu K, Morales CR (agosto de 2008). «Sortilin mediates the lysosomal targeting of cathepsins D and H». Biochemical and Biophysical Research Communications. 373 (2): 292–7. PMID 18559255. doi:10.1016/j.bbrc.2008.06.021
8. ↑  Seaman MN, McCaffery JM, Emr SD (agosto de 1998). «A membrane coat complex essential for endosome-to-Golgi retrograde transport in yeast». The Journal of Cell Biology. 142 (3): 665–81. PMC 2148169. PMID 9700157. doi:10.1083/jcb.142.3.665
9. ↑  Wassmer T, Attar N, Bujny MV, Oakley J, Traer CJ, Cullen PJ (janeiro de 2007). «A loss-of-function screen reveals SNX5 and SNX6 as potential components of the mammalian retromer». Journal of Cell Science. 120 (Pt 1): 45–54. PMID 17148574. doi:10.1242/jcs.03302
10. ↑  Eaton S (janeiro de 2008). «Retromer retrieves wntless». Developmental Cell. 14 (1): 4–6. PMID 18194646. doi:10.1016/j.devcel.2007.12.014
11. ↑  Chen D, Xiao H, Zhang K, Wang B, Gao Z, Jian Y, Qi X, Sun J, Miao L, Yang C (março de 2010). «Retromer is required for apoptotic cell clearance by phagocytic receptor recycling». Science. 327 (5970): 1261–4. PMID 20133524. doi:10.1126/science.1184840
12. ↑  Sadigh-Eteghad S, Askari-Nejad MS, Mahmoudi J, Majdi A (janeiro de 2016). «Cargo trafficking in Alzheimer's disease: the possible role of retromer». Neurological Sciences. 37 (1): 17–22. PMID 26482054. doi:10.1007/s10072-015-2399-3
13. ↑  Muhammad A, Flores I, Zhang H, Yu R, Staniszewski A, Planel E, Herman M, Ho L, Kreber R, Honig LS, Ganetzky B, Duff K, Arancio O, Small SA (maio de 2008). «Retromer deficiency observed in Alzheimer's disease causes hippocampal dysfunction, neurodegeneration, and Abeta accumulation». Proceedings of the National Academy of Sciences of the United States of America. 105 (20): 7327–32. PMC 2386077. PMID 18480253. doi:10.1073/pnas.0802545105
14. ↑  Zimprich A, Benet-Pagès A, Struhal W, Graf E, Eck SH, Offman MN, Haubenberger D, Spielberger S, Schulte EC, Lichtner P, Rossle SC, Klopp N, Wolf E, Seppi K, Pirker W, Presslauer S, Mollenhauer B, Katzenschlager R, Foki T, Hotzy C, Reinthaler E, Harutyunyan A, Kralovics R, Peters A, Zimprich F, Brücke T, Poewe W, Auff E, Trenkwalder C, Rost B, Ransmayr G, Winkelmann J, Meitinger T, Strom TM (julho de 2011). «A mutation in VPS35, encoding a subunit of the retromer complex, causes late-onset Parkinson disease». American Journal of Human Genetics. 89 (1): 168–75. PMC 3135812. PMID 21763483. doi:10.1016/j.ajhg.2011.06.008
15. ↑  Yin P, Hong Z, Yang X, Chung RT, Zhang L (fevereiro de 2016). «A role for retromer in hepatitis C virus replication». Cellular and Molecular Life Sciences. 73 (4): 869–81. PMID 26298293. doi:10.1007/s00018-015-2027-7
16. ↑  Nothwehr SF, Ha SA, Bruinsma P (outubro de 2000). «Sorting of yeast membrane proteins into an endosome-to-Golgi pathway involves direct interaction of their cytosolic domains with Vps35p». The Journal of Cell Biology. 151 (2): 297–310. PMC 2192648. PMID 11038177. doi:10.1083/jcb.151.2.297
17. ↑  Rojas R, van Vlijmen T, Mardones GA, Prabhu Y, Rojas AL, Mohammed S, Heck AJ, Raposo G, van der Sluijs P, Bonifacino JS (novembro de 2008). «Regulation of retromer recruitment to endosomes by sequential action of Rab5 and Rab7». The Journal of Cell Biology. 183 (3): 513–26. PMC 2575791. PMID 18981234. doi:10.1083/jcb.200804048
18. ↑  McGough IJ, Cullen PJ (agosto de 2011). «Recent advances in retromer biology». Traffic. 12 (8): 963–71. PMID 21463457. doi:10.1111/j.1600-0854.2011.01201.x
19. ↑  Shimada A, Niwa H, Tsujita K, Suetsugu S, Nitta K, Hanawa-Suetsugu K, Akasaka R, Nishino Y, Toyama M, Chen L, Liu ZJ, Wang BC, Yamamoto M, Terada T, Miyazawa A, Tanaka A, Sugano S, Shirouzu M, Nagayama K, Takenawa T, Yokoyama S (maio de 2007). «Curved EFC/F-BAR-domain dimers are joined end to end into a filament for membrane invagination in endocytosis». Cell. 129 (4): 761–72. PMID 17512409. doi:10.1016/j.cell.2007.03.040
20. ↑  Bhatia VK, Madsen KL, Bolinger PY, Kunding A, Hedegård P, Gether U, Stamou D (novembro de 2009). «Amphipathic motifs in BAR domains are essential for membrane curvature sensing». The EMBO Journal. 28 (21): 3303–14. PMC 2776096. PMID 19816406. doi:10.1038/emboj.2009.261
21. ↑  Walseng E, Bakke O, Roche PA (maio de 2008). «Major histocompatibility complex class II-peptide complexes internalize using a clathrin- and dynamin-independent endocytosis pathway». The Journal of Biological Chemistry. 283 (21): 14717–27. PMC 2386912. PMID 18378669. doi:10.1074/jbc.M801070200